# Нойман, Фридрих-Вильгельм
Фридрих-Вильгельм Нойман (нем. Friedrich-Wilhelm Neumann; 22 января  1889, Остероде, Восточная Пруссия — 26 января  1975, Бад-Висзе, Бавария, ФРГ) — немецкий военачальник Третьго Рейха,  генерал-лейтенант вермахта. Кавалер Рыцарского креста Железного креста (1944).

## Биография
Младший брат генерального судьи вермахта Отто Ноймана. В апреле 1906 г. вступил в Германскую имперскую армию.

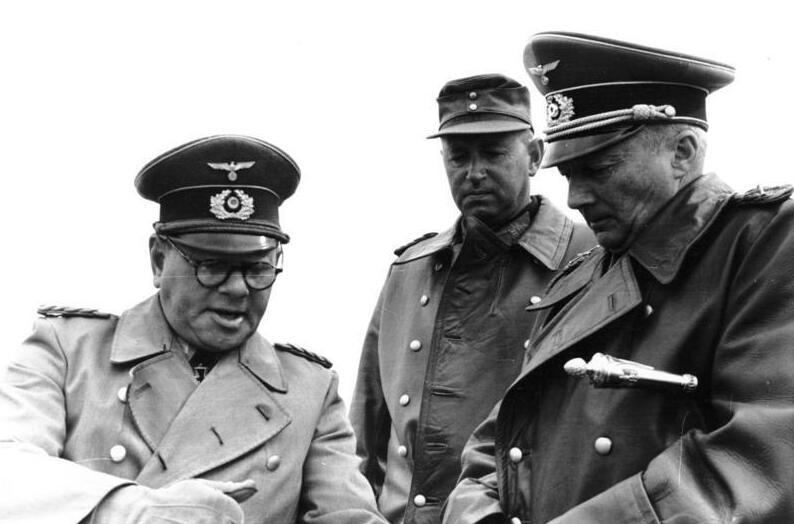
Слева направо: генерал пехоты Швальбе, Фридрих-Вильгельм Нойман и Гюнтер фон Клюге инспектируют Атлантический вал (Северная Франция, май 1944 г.)

Участник Первой мировой войны. В сентябре 1921 года был демобилизован и вступил на службу в полицию. В октябре 1935 г. перешёл в вермахт. С апреля 1938 года — командир 17-го пехотного полка 31-й пехотной дивизии. Участник Польской кампании вермахта (1939). С декабря 1939 года — командир 191-й резервной, с ноября 1940 года — 340-й пехотной дивизии, с 16 апреля 1942 по 1 февраля 1945 года — командир 712-й пехотной дивизии. Одновременно 12-29 января 1944 года исполнял обязанности командира 89-го армейского корпуса, с 23 ноября по 16 декабря 1944 года — 30-го армейского корпуса. В феврале 1945 года назначен командиром корпусной группы Отто фон Теттау, однако не смог её возглавить, потому что группа была окружена советскими войсками. С 5 апреля 1945 года — командир 33-го армейского корпуса. В конце войны попал в плен.